# Haute-Charente
Die Haute-Charente ist eine französische Landschaft in der Region Nouvelle-Aquitaine. Sie entspricht geologisch dem im Nordosten des Départements Charente gelegenen Nordwestabschnitt des Massif Central und nimmt gut ein Viertel der Charente ein.

## Einführung

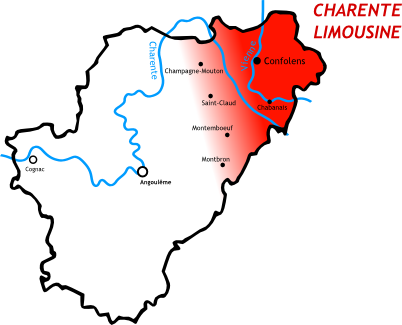
In Rot unterlegt die Lage der Haute-Charente (Charente limousine) im Département Charente

Die Haute-Charente, im Französischen auch Charente limousine oder Confolentais, ist eine rurale und mit 28.749 Einwohnern (Stand 1999) dünn besiedelte Landschaft. Im Gegensatz zum restlichen Teil des Départements Charente mit seinen kalkhaltigen Böden des Aquitanischen Beckens, bedeckt sie die westlichen granitischen Abhänge des Massif Central. Ihr Hauptort ist Confolens, weitere größere Orte sind Chabanais und Chasseneuil-sur-Bonnieure. Die traditionelle Landessprache ist das zum Okzitanischen gehörende Limousinisch.
Vor 1790 gehörte die Haute-Charente noch zur Marche und zum Bistum Limoges. Bei der Gründung der Départements während der Französischen Revolution kam sie nicht zum Département Haute-Vienne, sondern wurde mit dem Angoumois zum Département Charente vereinigt.

## Geographie

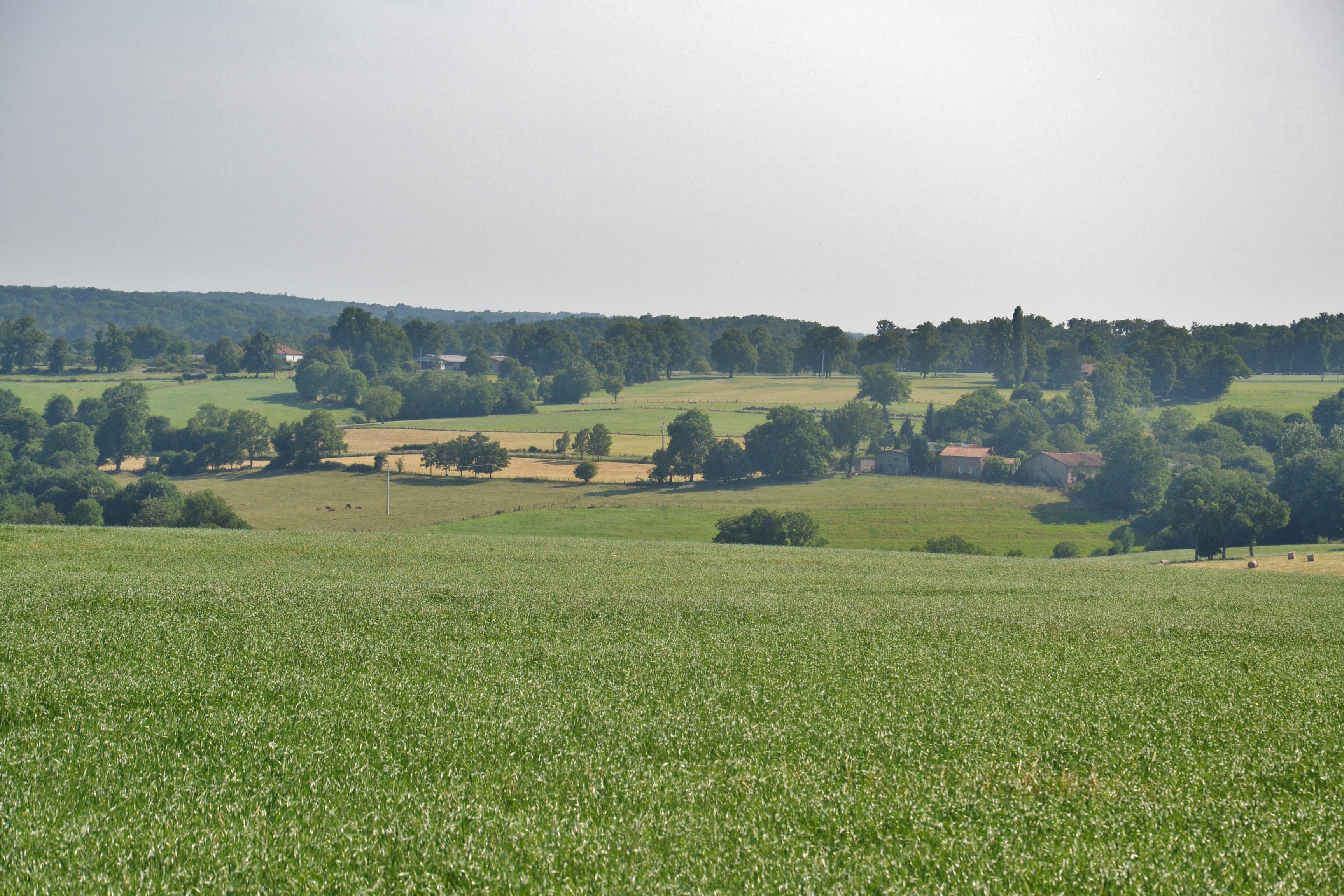
Landschaft bei La Péruse

Geographisch entspricht die Haute-Charente in etwa der Osthälfte des Arrondissements Confolens mit insgesamt 42 Gemeinden:
Abzac – Ansac-sur-Vienne – Brigueuil – Brillac – Chabanais – Chabrac – Chassenon – Cherves-Châtelars – Chirac – Confolens – Écuras – Esse – Étagnac – Exideuil-sur-Vienne – Eymouthiers – Genouillac – Hiesse – Lésignac-Durand – Lessac – Lesterps – Le Lindois – Manot – Massignac – Mazerolles – Mazières – Montembœuf – Montrollet – Mouzon – Oradour-Fanais – La Péruse – Pressignac – Roumazières-Loubert – Roussines – Rouzède – Saint-Christophe – Saint-Germain-de-Confolens – Saint-Maurice-des-Lions – Saint-Quentin – Saulgond – Sauvagnac – Suris – Verneuil – Vitrac-Saint-Vincent.
Das Pays de Charente limousine ist etwas weiter nach Westen ausgedehnt und setzt sich aus insgesamt 64 Gemeinden zusammen.
Verwaltungstechnisch umfasst die Haute-Charente die Territorien der Communauté de communes de Haute-Charente zuzüglich der Communauté de communes du Confolentais und der Communauté de communes Seuil Charente Périgord.
Das Confolentais wird von folgenden Naturregionen umringt: im Norden vom Civraisien, vom Montmorillonais und von der Basse Marche mit den Monts de la Marche, im Osten vom Pays de la Vienne bestehend aus den Monts de Blond, der Umgebung von Saint-Junien und der Umgebung von Rochechouart mit dem Pays des Feuillardiers und im Westen vom Pays d’Horte et Tardoire mit dem Karst von La Rochefoucauld und vom Ruffécois. Nur wenige Kilometer weiter südlich beginnt das Nontronnais.

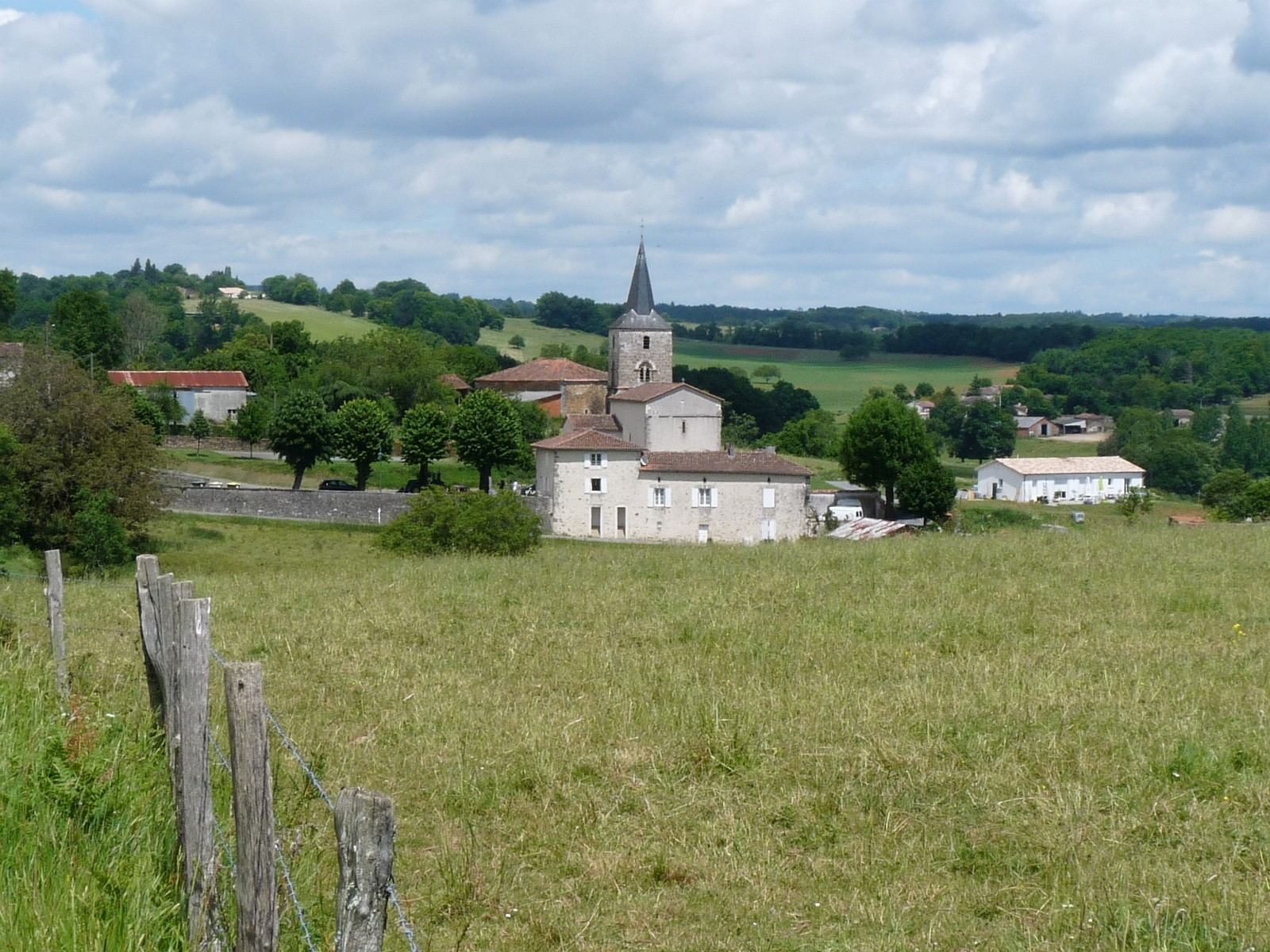
Orgedeuil am Massif de l’Arbre (links)

Topographisch stellt die Haute-Charente einen Übergangsbereich dar, in welchem das Hochplateau des Limousins allmählich zu den Kalkebenen des Angoumois überleitet, wobei das Massif de l’Arbre recht weit nach Westen vorragt. Dieses weitläufige Hochplateau befindet sich auf einer durchschnittlichen Höhe von 200 Meter über dem Meer. Bedingt durch Höhenunterschiede zwischen 150 und nahezu 370 Meter kann es einen sehr wellenhaften Charakter mit Höhenrücken und eingeschnittenen Tallagen annehmen.
Klimatisch ist die Haute-Charente rauer als der Rest des Départements und nähert sich bereits sehr den in der Haute-Vienne herrschenden Bedingungen.

## Geologie
Geologisch bildet die Haute-Charente Teil der nordwestlichen Ausläufer des Massif Central, wohingegen der Rest der Charente von Kalken des Aquitanischen Beckens eingenommen wird. Anstehend sind Gesteine des kristallinen Grundgebirges wie beispielsweise Schiefer, Gneise und Granite. Die resultierende Landschaft unterscheidet sich daher vollständig vom Rest des Départements – mit üppig grünen Talungen, mit von braunen Limousin-Rindern bevölkerten Wiesen und mit in bräunlich gefärbten Natursteinen erbauten Häusern.

### Landschafteindrücke

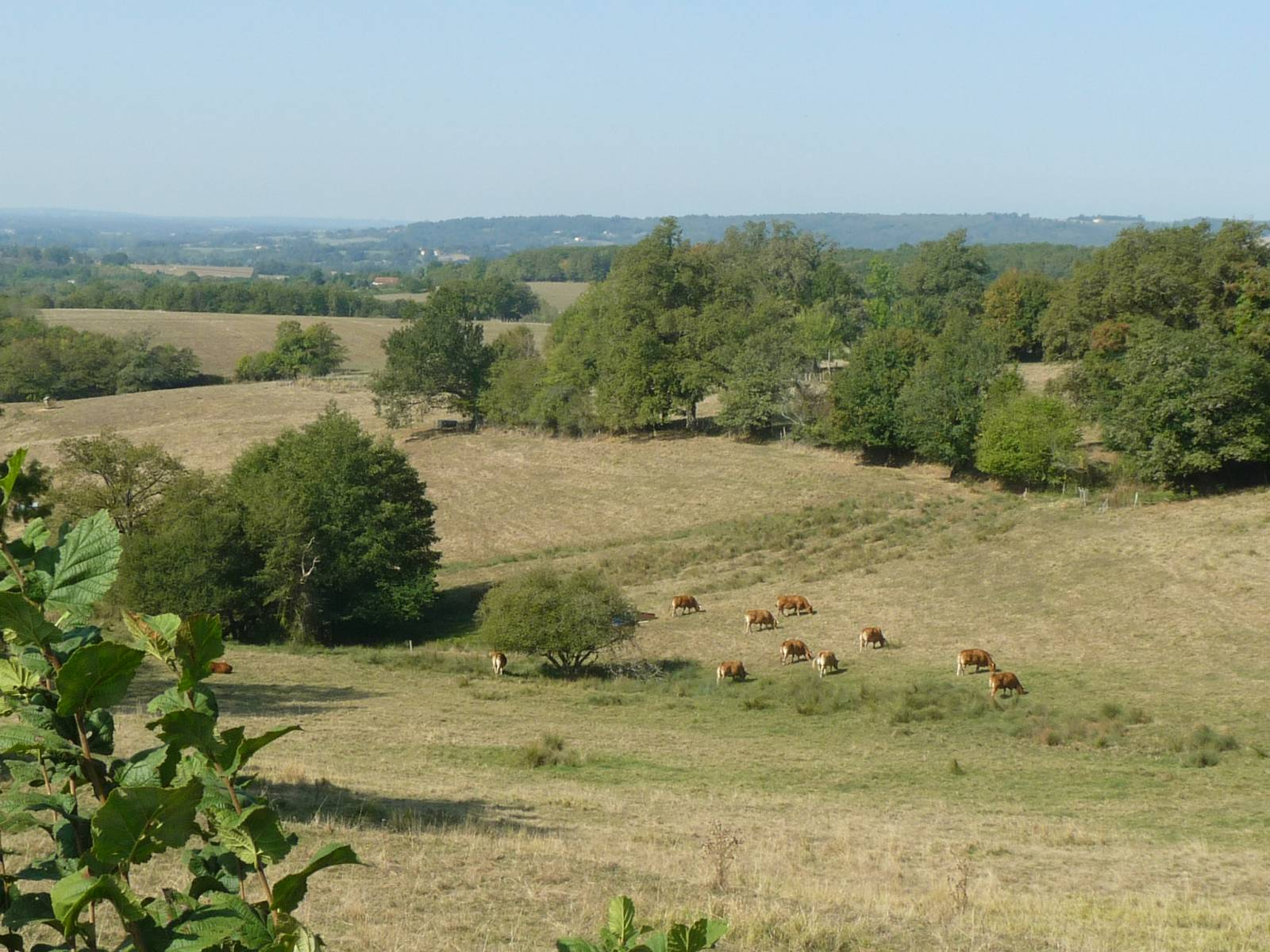
Landschaft bei Écuras
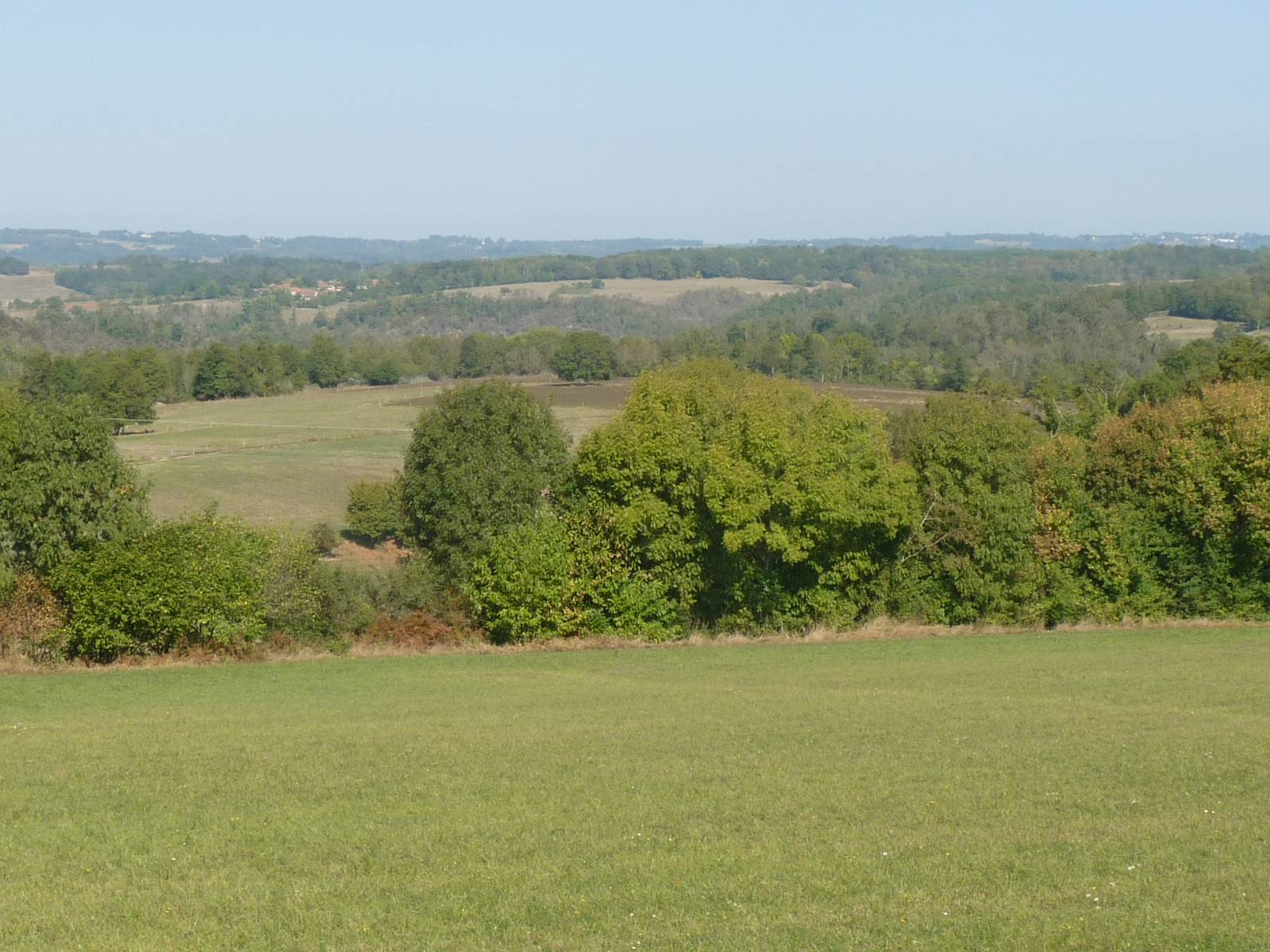
Umgebung von Eymouthiers
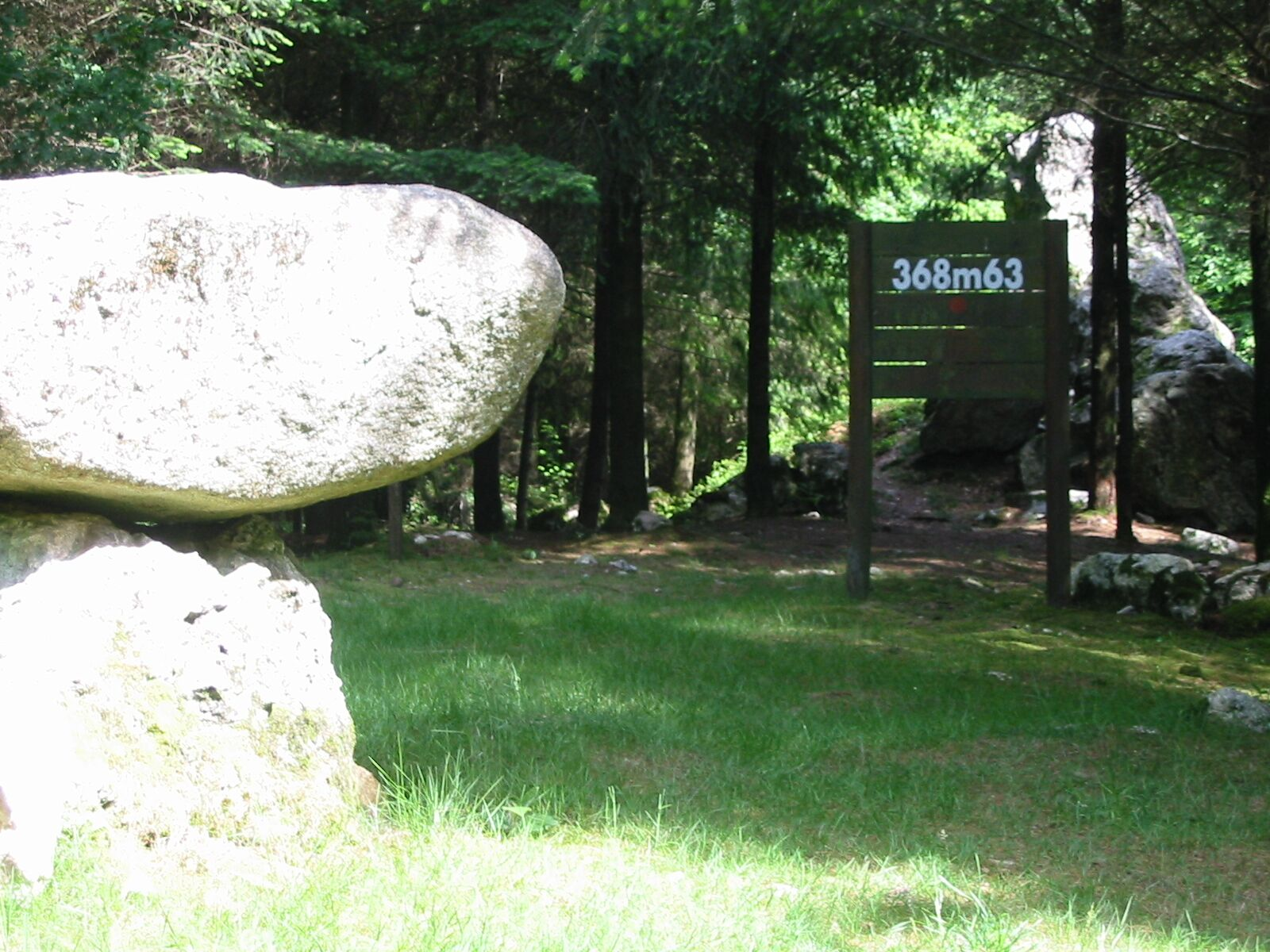
Der Rocher aux Oiseaux, höchster Punkt der Haute-Charente bei Montrollet
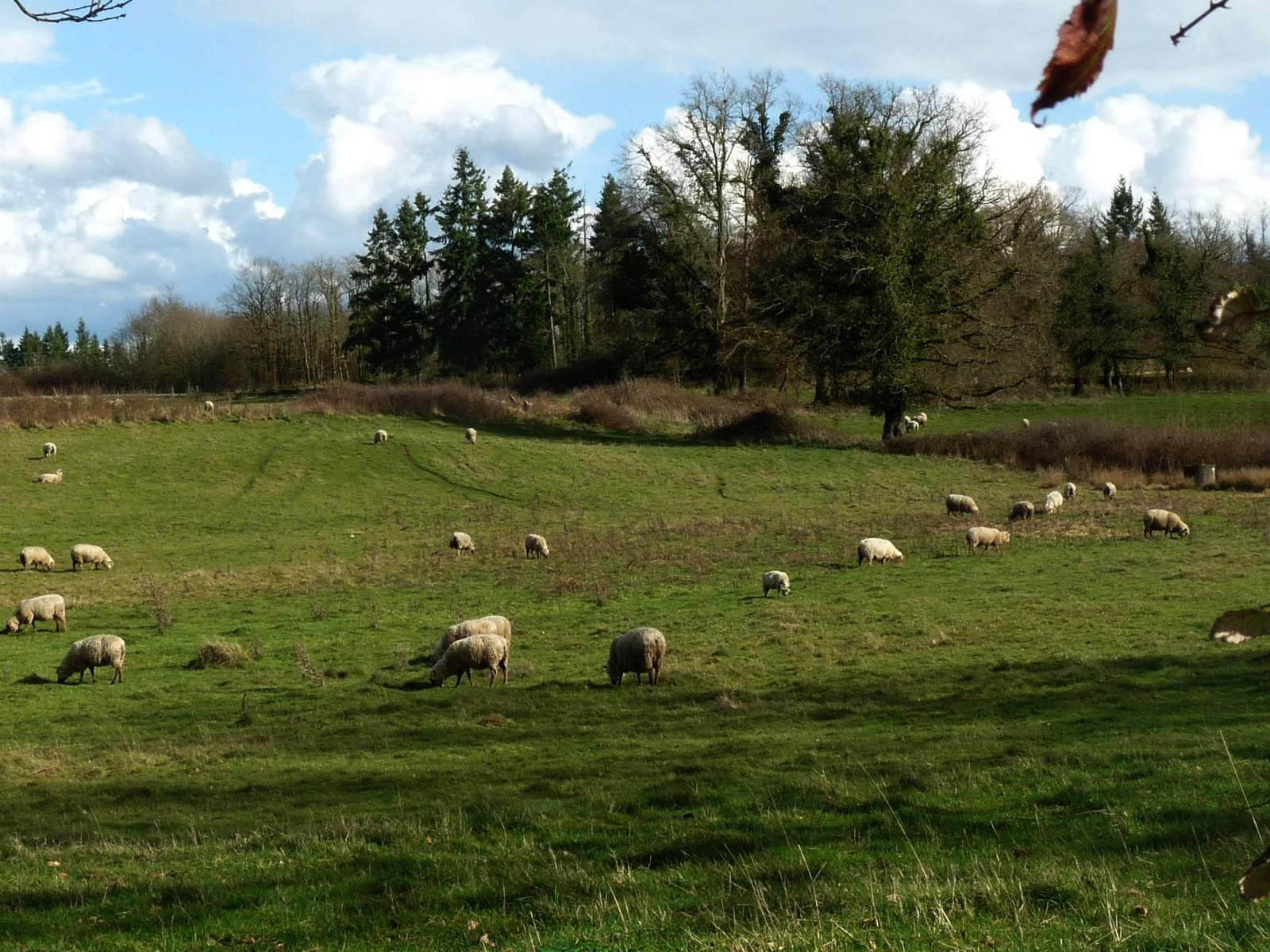
Landschaft bei Chassenon
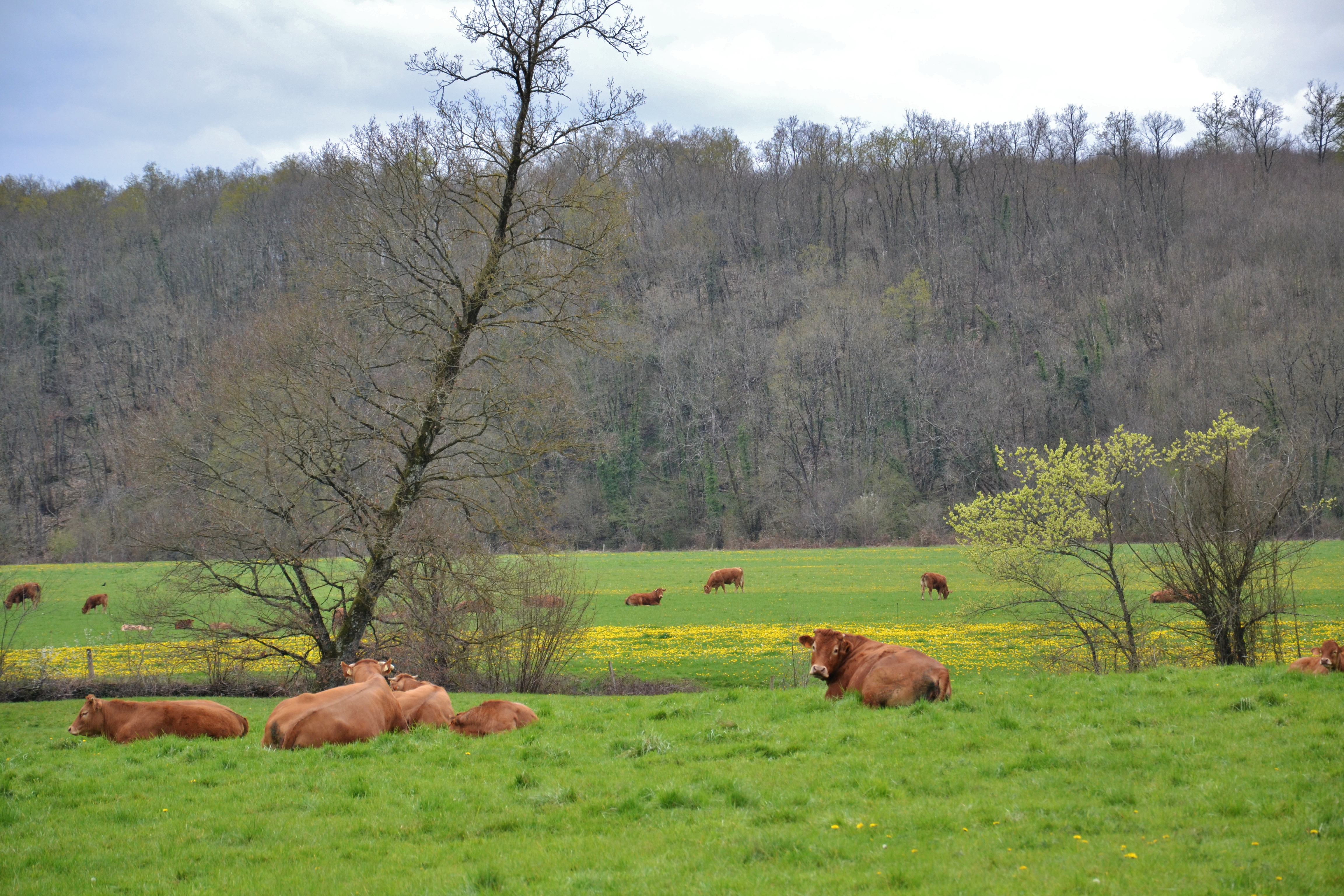
Die Niederungen der Grêne bei Chabanais

## Geschichte
Neben der Geologie hat aber auch die Geschichte diese Landschaft geprägt – so siedelte hier einst der gallische Stamm der Lemoviken.
Die von den Römern ererbten Grenzen des Bistums Limoges folgen in nahezu perfekter Weise den natürlichen Gegebenheiten. Bis zur Französischen Revolution gehörte die Haute-Charente abwechselnd weit öfter zur Marche als zum Angoumois. Seit der Einrichtung der Départements bildet sie jetzt zusammen mit dem Angoumois, einem Teil der Saintonge, einem kleinen Teil des Périgords und des Poitous das Département Charente.

### Sprachliche Zugehörigkeit

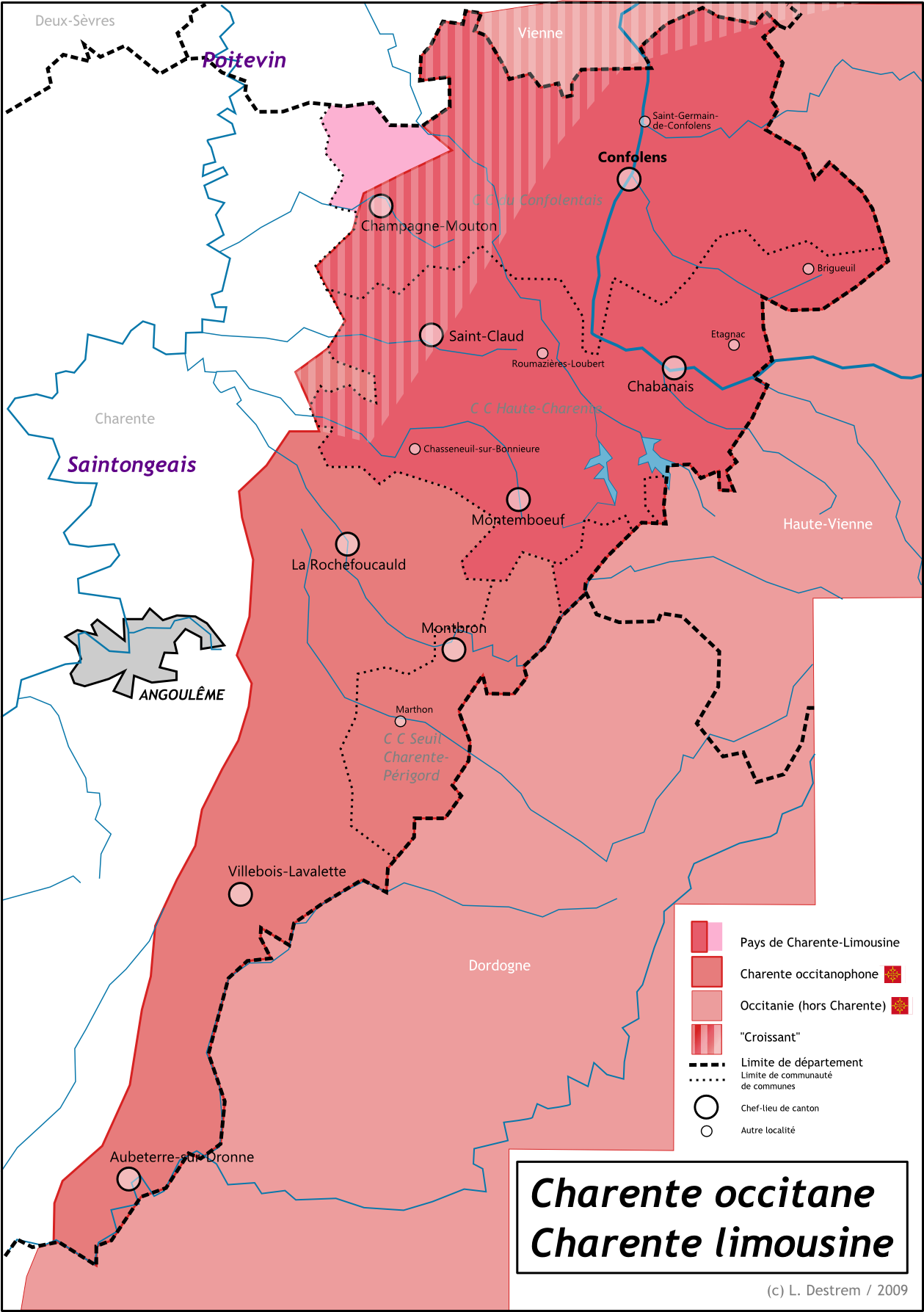
Sprachliche Einteilung im Umkreis der Haute-Charente

Wie bereits angesprochen gehört die Haute-Charente zum okzitanischen Sprachraum, gesprochen wird der limousinische Dialekt. Die Grenze zum Nordfranzösischen – den Langues d’oïl, d. h. zum Poitevinischen im Norden und zum Saintongeais im Süden – verläuft mit einer Übergangszone, in der beide Sprachen gesprochen werden (bei Saint-Claud und westlich von Confolens), entlang einer Linie von Champagne-Mouton bis Angoulême. Hierbei ist zu beachten, dass das Santongeais sich erst nach den Wirren des Hundertjährigen Krieges in der Charente richtig ausbreiten konnte.
Die südwestliche Abgrenzung der Haute-Charente zu einer von Montbron nach Aubeterre-sur-Dronne reichenden Zone, in der ebenfalls noch okzitanisch gesprochen wird, folgt in etwa einer Linie nördlich von Montbron und La Rochefoucauld.

## Touristische Entwicklung
Der Tourismus fasst in der Haute-Charente mehr und mehr Fuß, begünstigt durch die Lacs de Haute-Charente, das Festival von Confolens (Folklore) und Eisenbahn-Draisinen.

## Photogalerie

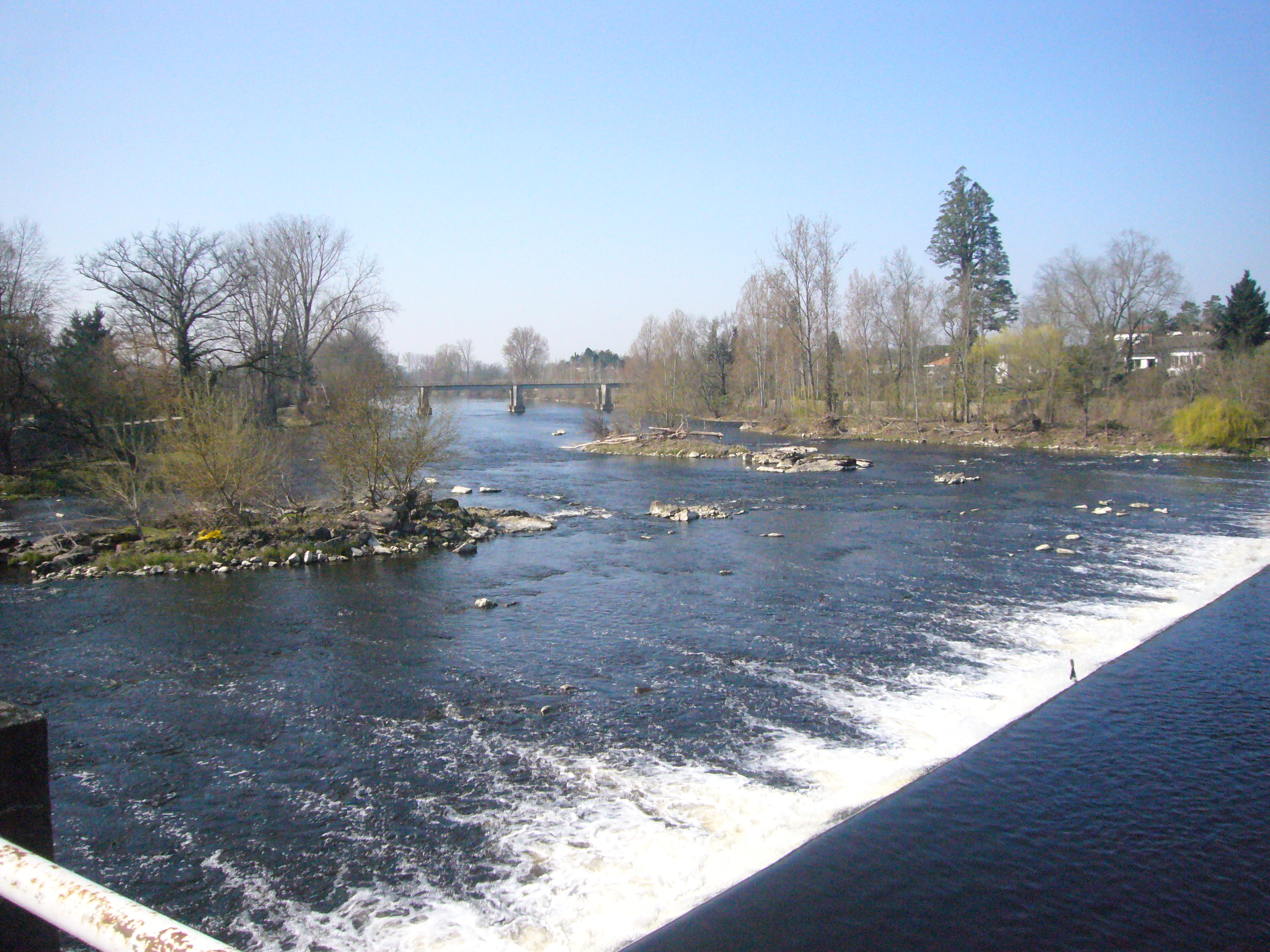
Die Vienne bei Chabanais
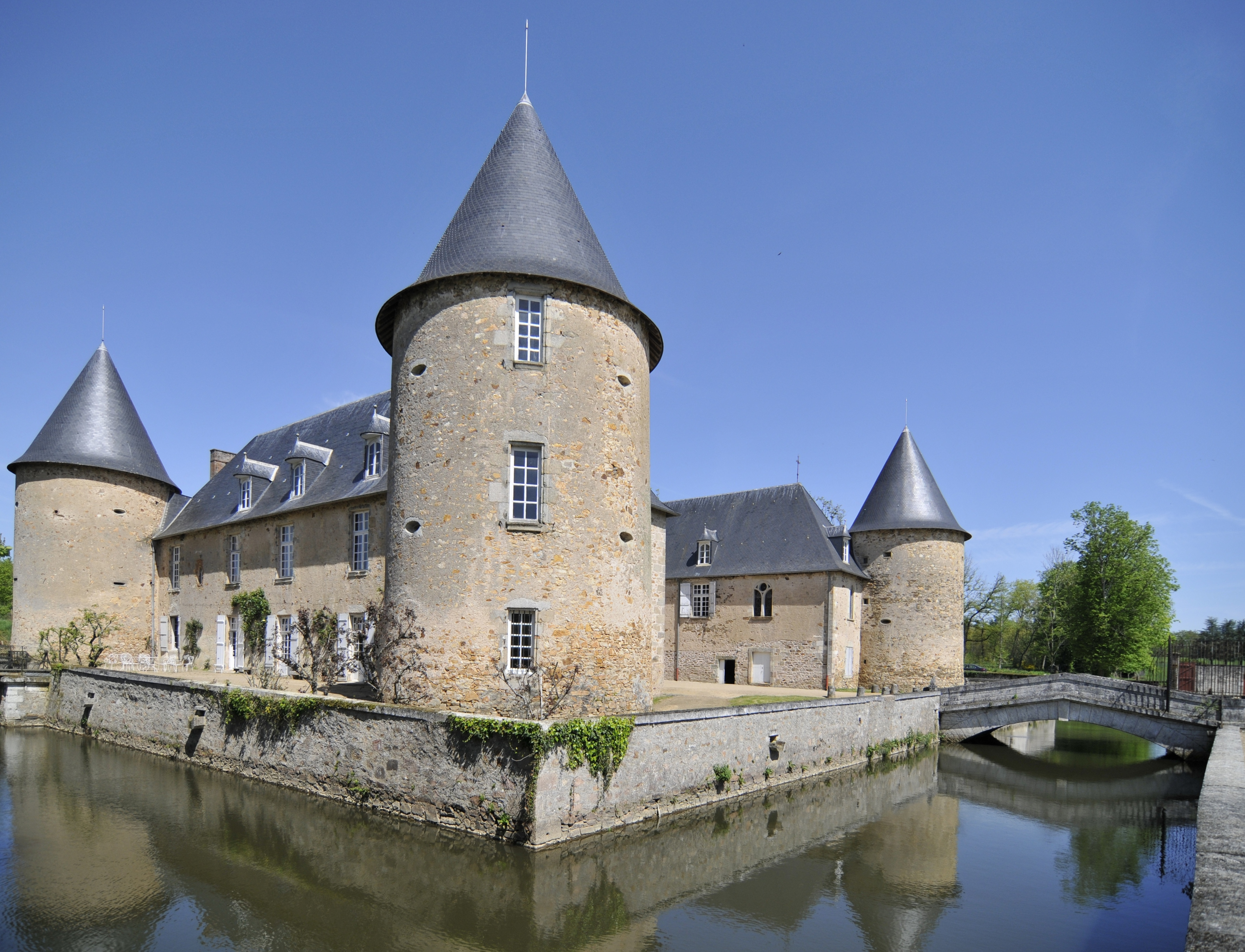
Schloss Rochebrune
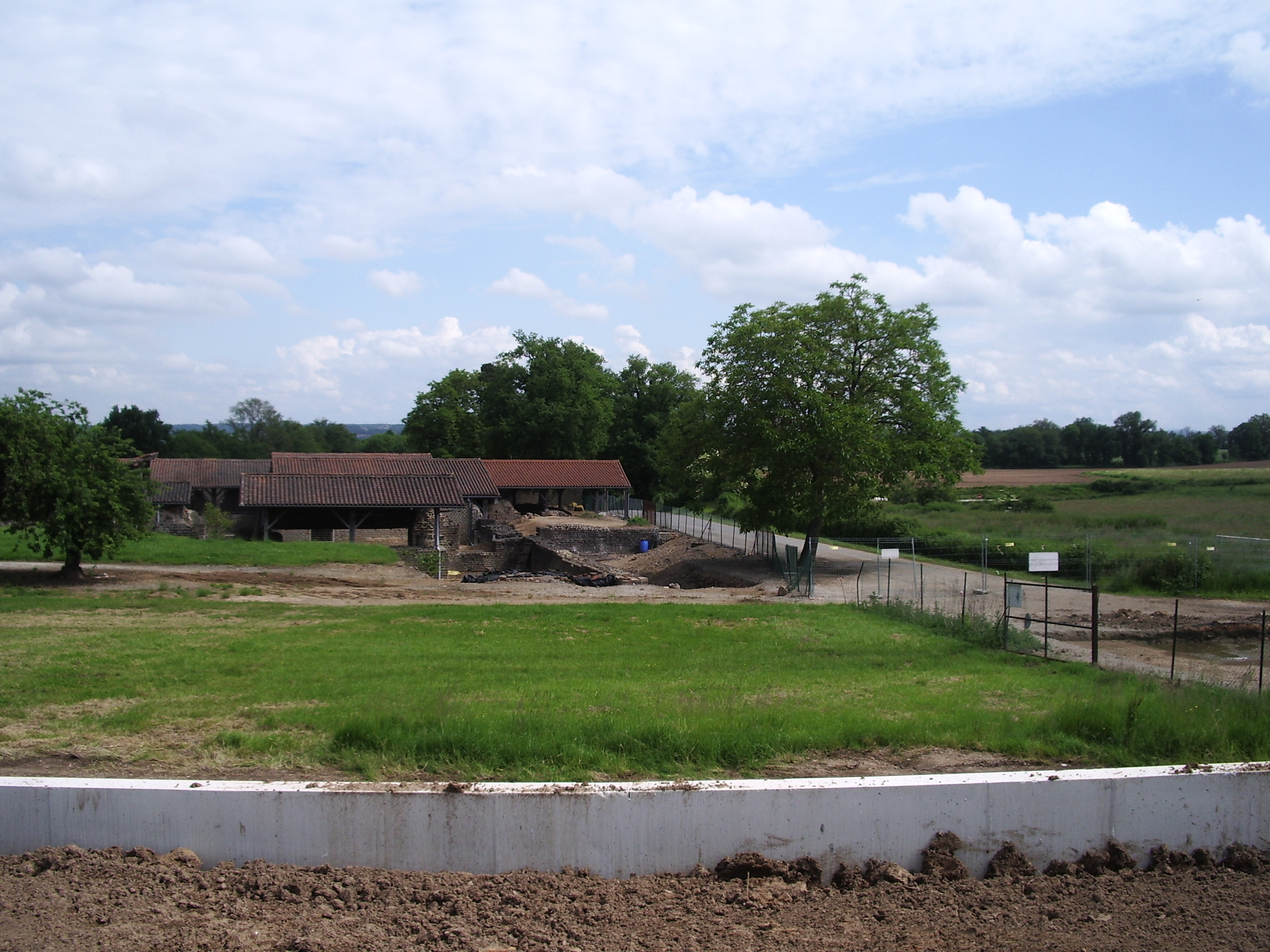
Eintritt der gallorömischen Thermen von Chassenon
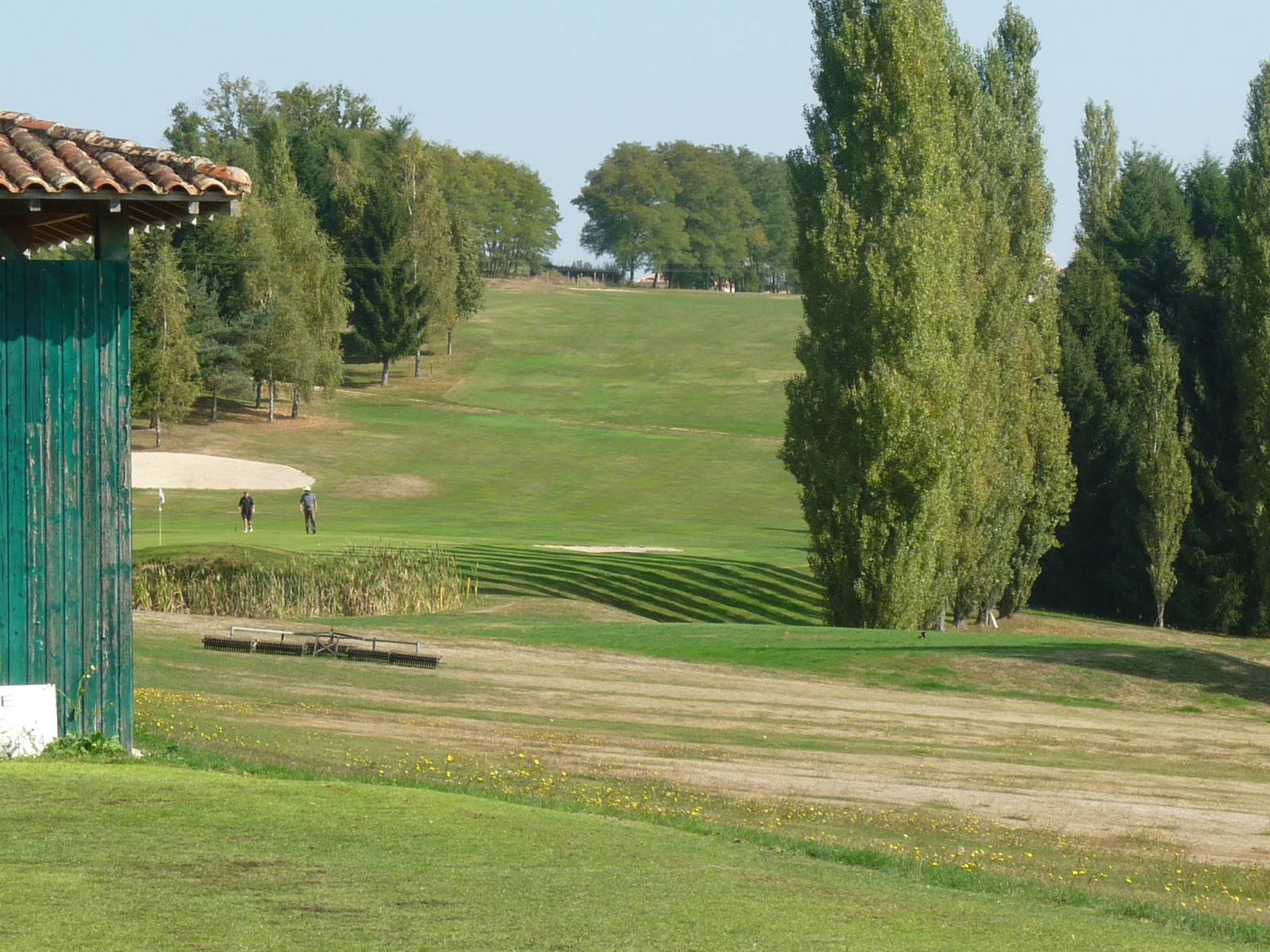
Der Golfplatz der Prèze bei Rouzède
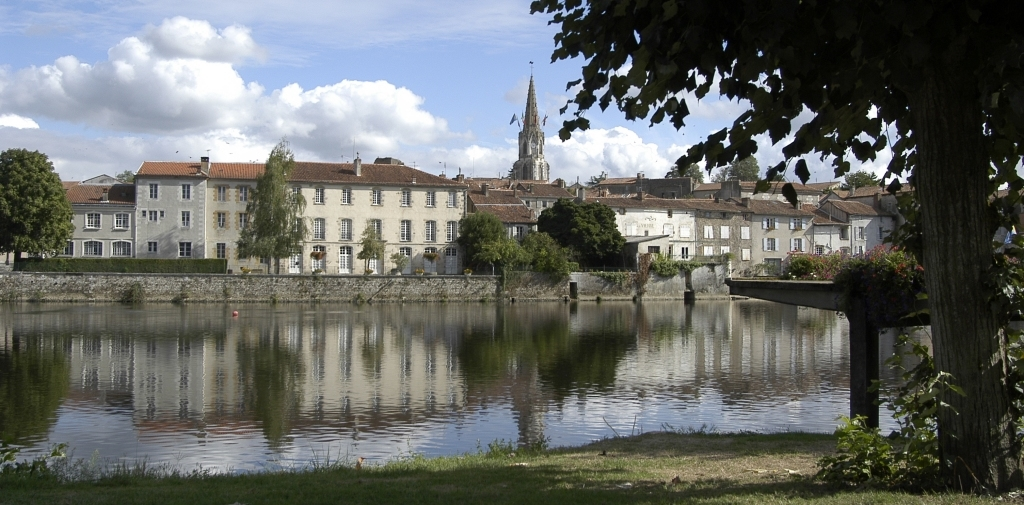
Confolens
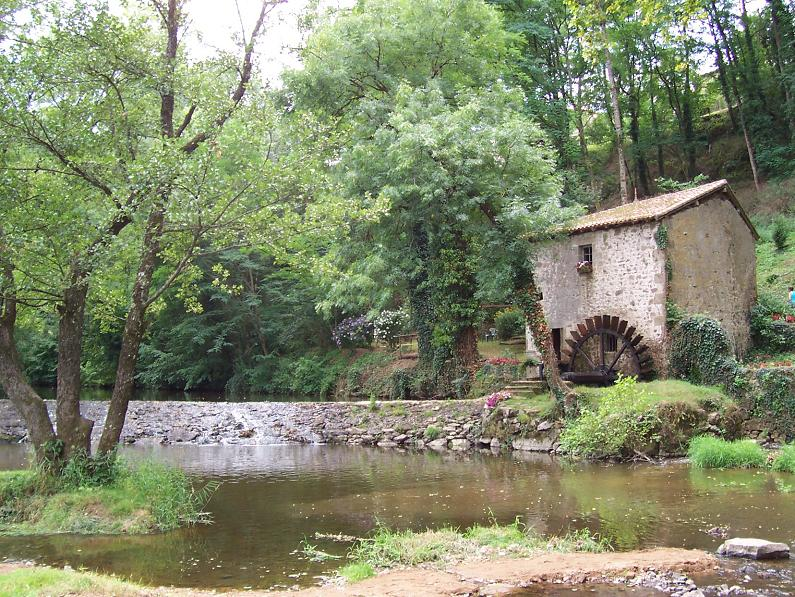
Die Mühle am Fluss Goire bei Confolens
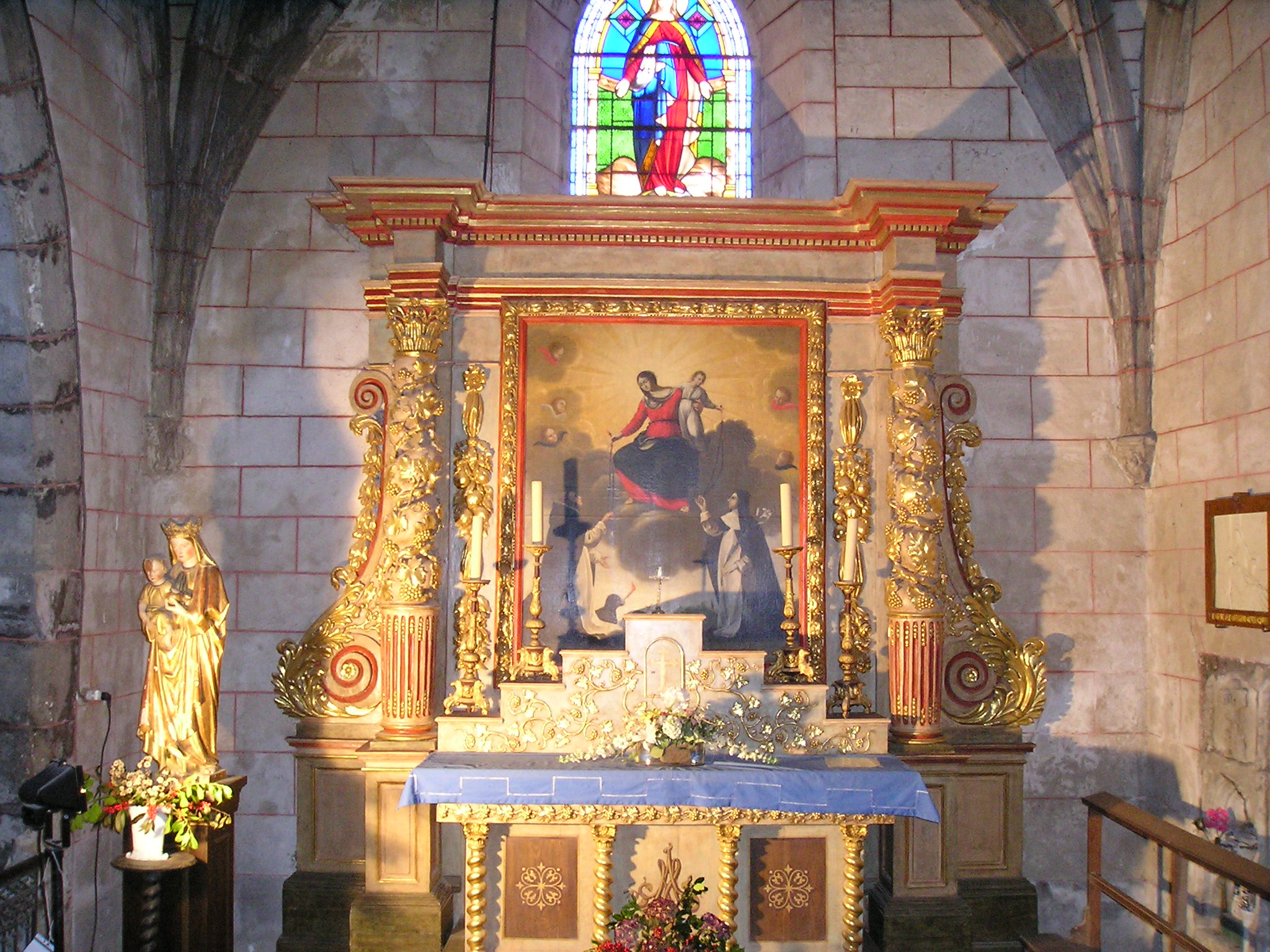
Rosenkranzaltar von Pressignac
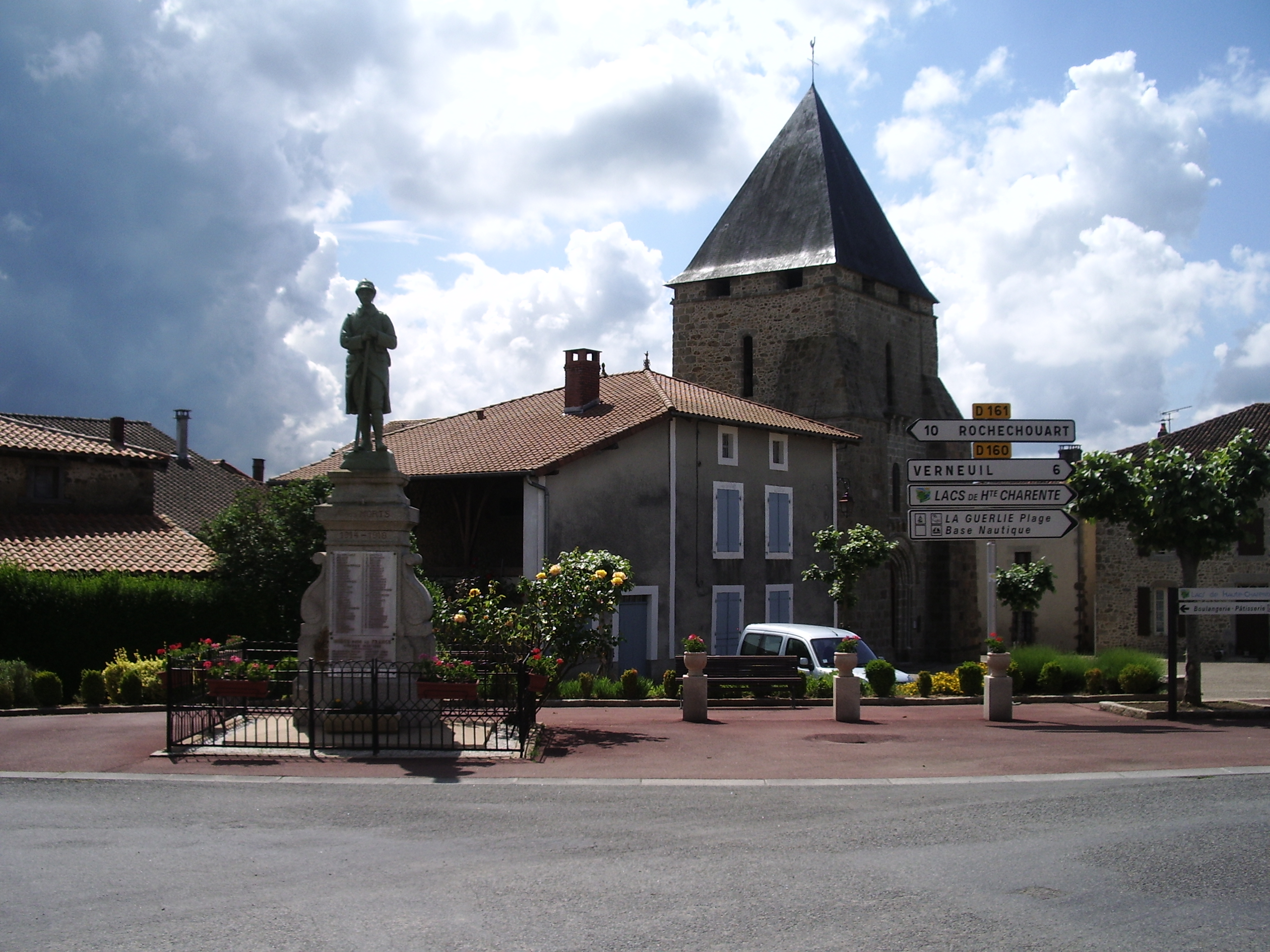
Pressignac
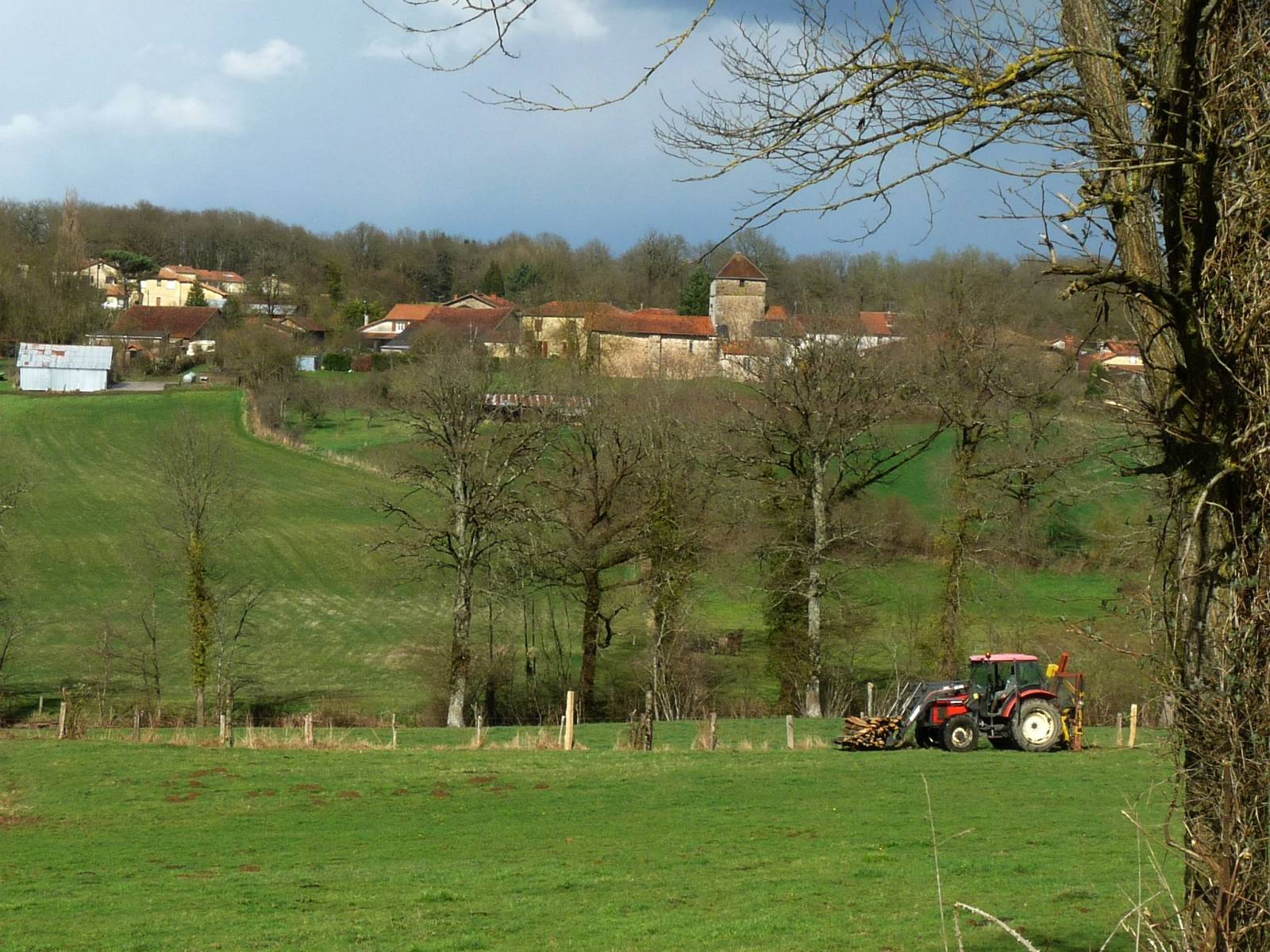
Saint-Quentin-sur-Charente
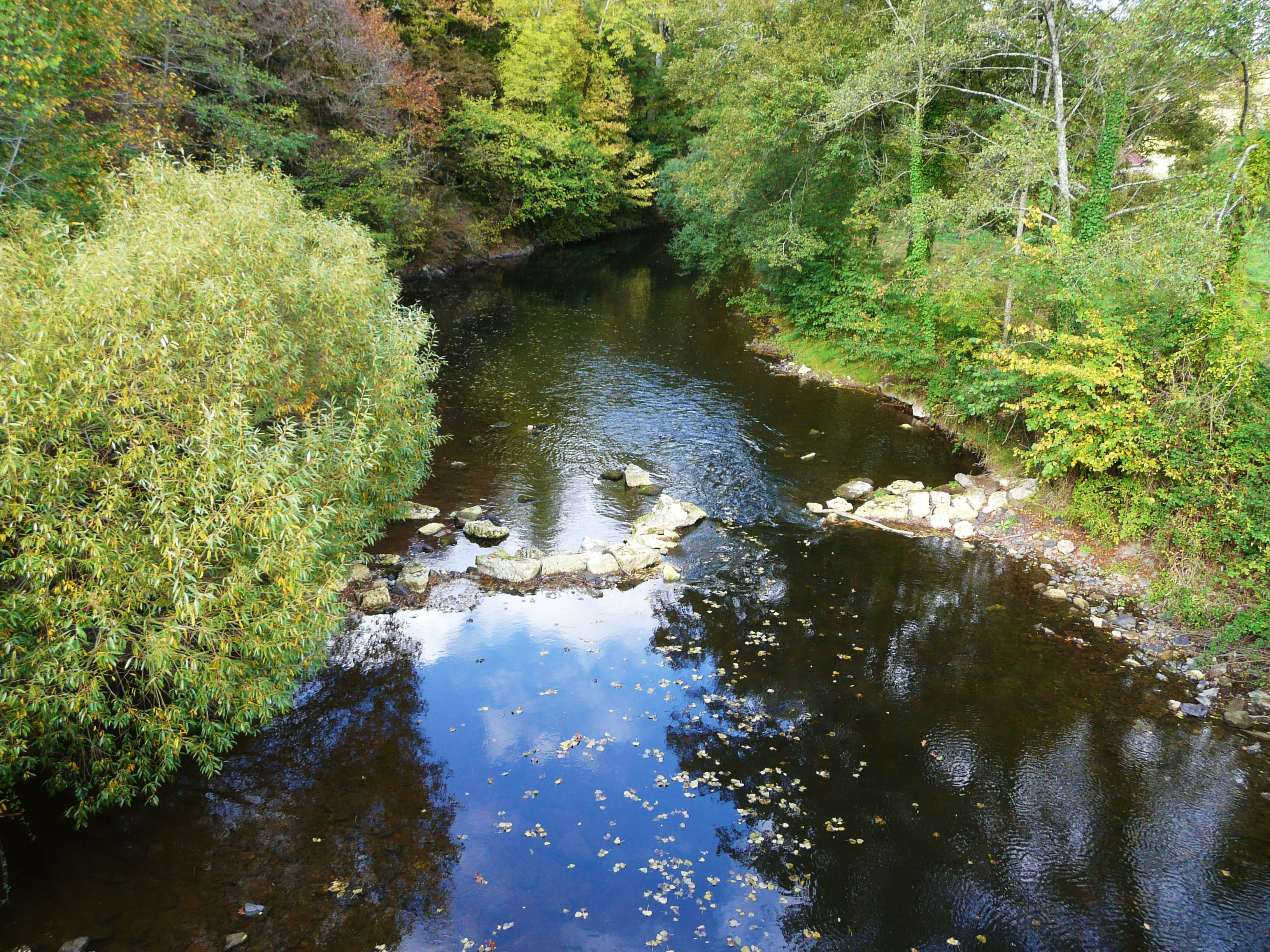
Die Tardoire bei Montbron